# Saint-Michel-d'Euzet
Saint-Michel-d'Euzet is een gemeente in het Franse departement Gard (regio Occitanie) en telt 598 inwoners (1999). De plaats maakt deel uit van het arrondissement Nîmes.

## Geografie
De oppervlakte van Saint-Michel-d'Euzet bedraagt 10,4 km², de bevolkingsdichtheid is 57,5 inwoners per km².
De onderstaande kaart toont de ligging van Saint-Michel-d'Euzet met de belangrijkste infrastructuur en aangrenzende gemeenten.

## Demografie
Onderstaande figuur toont het verloop van het inwonertal (bron: INSEE-tellingen).